# Arthur Wynne (generale)
Sir Arthur Singleton Wynne (5 marzo 1846 – 6 febbraio 1936) è stato un generale britannico.

## Biografia
Wynne ottenne la commissione come ufficiale nel 51st Regiment of Foot nel 1863. Divenne quindi Aiutante del suo reggimento nel 1868.
Nel 1877 divenne Sovrintendente alle segnalazioni durante la campagna di Iowaki. Prestò servizio dunque nella Seconda guerra anglo-afghana dal 1878 e fu Comandante del servizio telegrafico per le forze accampate nella valle di Karum. Mel 1885 venne decorato per servizio in Sudan e dal 1889 divenne Deputato Assistente Aiutante Generale del Quartier Generale dell'esercito britannico in loco.
Dal 1891 fu Assistente Aiutante Generale all'accampamento di Curragh. Aderì allo Staff Generale di Malta e venne quindi trasferito al comando di Aldershot.
Servì nella Seconda guerra boera e divenne Deputato Aiutante Generale delle Natal Field Force in Sudafrica e dopo la Battaglia di Spion Kop ottenne il comando dell'11ª brigata di fanteria al posto del generale Edward Woodgate che era rimasto ucciso. Durante la Battaglia delle alture del Tugela Wynne venne ferito egli stesso ed il suo comando venne affidato al colonnello Walter Kitchener. Venne nominato General Officer Commanding della 10th Division nel 1904 e della 6th Division nel 1905 nonché Segretario Militare nel 1906.
Ritiratosi dal servizio attivo nel 1911 divenne Keeper of the Jewel House. Visse gli ultimi anni della sua vita a Haybergill presso Warcop e prestò servizio come Deputato Luogotenente per il Westmoreland.